# Spirinia gerlachi
Spirinia gerlachi är en rundmaskart som först beskrevs av Luc och De Coninck 1959.  Spirinia gerlachi ingår i släktet Spirinia och familjen Desmodoridae. Inga underarter finns listade i Catalogue of Life.